# Reitoca (kommun)
Reitoca är en kommun i Honduras.   Den ligger i departementet Departamento de Francisco Morazán, i den sydvästra delen av landet, 30 km sydväst om huvudstaden Tegucigalpa. Antalet invånare är 9 468.